# Danny DeVito
Daniel Michael "Danny" DeVito Jr. (Asbury Park, 17 de novembro de 1944), é um ator, comediante, produtor, roteirista, dublador e cineasta ítalo-americano. Conhecido pela variedade de personagens cômicos, destacou-se em diferentes áreas do entretenimento em uma carreira de mais de cinco décadas.
DeVito ficou conhecido por seu papel como Louie De Palma na série Taxi  (1978–1983), que lhe rendeu um Globo de Ouro e um Emmy. Ele interpreta Frank Reynolds na sitcom It's Always Sunny in Philadelphia (2006–presente).
DeVito é conhecido por seus papéis no cinema em One Flew Over the Cuckoo's Nest (1975), Terms of Endearment (1983), Head Office (1985), Ruthless People (1986), Throw Momma from the Train (1987), Twins (1988), The War of the Roses (1989), Batman Returns (1992), Jack the Bear (1993), Junior (1994), Matilda (1996), L.A. Confidential (1997), The Big Kahuna (1999), Big Fish (2003), Deck the Halls (2006), When in Rome (2010), Wiener-Dog (2016) e Jumanji: The Next Level (2019); ele também é conhecido por seus trabalhos de voz, dublando papéis em filmes como Space Jam (1996), Hércules (1997), The Lorax (2012), Smallfoot (2018) e Patos! (2023).
Como cineasta, Devito dirigiu filmes como Throw Momma from the Train (1987), The War of the Roses (1989), Hoffa (1992), Matilda (1997), Death to Smoochy (2002) e Duplex (2003), tendo também atuado e/ou narrado a maioria de suas produções. Em 1992, DeVito e Michael Shamberg fundaram a Jersey Films; logo depois, Stacey Sher se tornou uma sócio dos dois. A produtora é conhecida por filmes como Pulp Fiction (1994), Garden State (2004) e Freedom Writers (2007). DeVito também era dono da Jersey Television, que produziu a série Reno 911!, exibida pelo Comedy Central. DeVito também foi um dos produtores indicados ao Oscar de Melhor Filme por Erin Brockovich (2000).
A baixa estatura de DeVito é resultado de múltiplas displasias epifisárias (doença de Fairbank), uma desordem genética rara que afeta o crescimento ósseo em determinados locais do corpo.

## Biografia
DeVito nasceu em Neptune Township, um município de Nova Jersey, filho do empreendedor Daniel DeVito, Sr. e de Julia DeVito Moccello. Ele cresceu em uma família de cinco, com seus pais e duas irmãs mais velhas. É de ascendência italiana - sua família é originalmente de San Fele, Basilicata. Foi criado em Asbury Park, Nova Jersey.
DeVito foi criado como católico e frequentou a Oratory Preparatory School, um internato em Summit, Nova Jersey, formando-se em 1962. Ele foi ao internato pela primeira vez quando tinha 14 anos depois de persuadir seu pai para enviá-lo para lá 
e assim mantê-lo fora de problemas. Depois de deixar o internato, ele ingressou na Academia Americana de Artes Dramáticas, em Nova York, formando-se em 1966. Nos seus primeiros dias de teatro, ele se apresentou com o Colonnades Theatre Lab, no Eugene O'Neill Theatre Centre de Waterford e, junto com sua futura esposa, Rhea Perlman, apareceu em diversas peças produzidas pela Westbeth Playwrights Feminist Collective.
A baixa estatura de DeVito é o resultado de múltiplas displasias epifisárias (doença de Fairbank), uma desordem genética rara que afeta o crescimento ósseo em determinados locais do corpo.

## Vida pessoal

DeVito e Rhea Perlman em 2006

DeVito é casado com a também atriz Rhea Perlman, com quem contracenou na série Taxi e no filme Matilda, de 1996. O ator e sua esposa conheceram-se em 17 de janeiro de 1971 quando ela foi assistir a uma peça de teatro na Broadway, onde ele participava. Tornaram-se amigos e começaram depois a namorar. Oficializaram a relação em 28 de janeiro de 1982. Eles têm três filhos: Lucy Chet DeVito (nascida em 11 de março de 1983), Grace Fan DeVito (nascida em março de 1985) e Jacob Daniel DeVito (nascido em outubro de 1987).
DeVito e Perlman se separaram em outubro de 2012. No entanto, em março de 2013, foi relatado que eles se reconciliaram e cancelaram o divórcio. O casal mais tarde se separou pela segunda vez em março de 2017 em termos amigáveis. Em março de 2018, foi informado que DeVito e Perlman haviam se reconciliado novamente e estavam planejando renovar seus votos matrimoniais.

## Filmografia
| Ano       | Título                                                | Título no Brasil                           | Papel                      | Notas                      |
| --------- | ----------------------------------------------------- | ------------------------------------------ | -------------------------- | -------------------------- |
| 1972      | Lady Liberty                                          | Mortadela                                  | Fred Mancuso               |                            |
| 1972      | Hot Dogs for Gauguin                                  |                                            | Adrian                     |                            |
| 1973      | Hurry Up, or I'll Be 30                               | A Primeira Noite de um Homem aos 30        | Petey                      |                            |
| 1973      | Scalawag                                              | As Aventuras de um Velhaco                 | Fly Speck                  |                            |
| 1975      | One Flew Over the Cuckoo's Nest                       | Um Estranho no Ninho                       | Martini                    |                            |
| 1976      | Car Wash                                              | Car Wash, Onde Acontece de Tudo            | Joe                        | Apenas nas cenas deletadas |
| 1977      | The Van                                               |                                            | Andy                       |                            |
| 1978      | Goin' South                                           | Com a Corda no Pescoço                     | Hog                        |                            |
| 1978-1983 | Taxi                                                  | Táxi                                       | Louie De Palma             |                            |
| 1981      | Going Ape!                                            |                                            | Lazio                      |                            |
| 1983      | Terms of Endearment                                   | Laços de Ternura                           | Vernon Dahlart             |                            |
| 1984      | Romancing the Stone                                   | Tudo por uma Esmeralda                     | Ralph                      |                            |
| 1984      | Johnny Dangerously                                    | Johnny, O Gângster                         | Burr                       |                            |
| 1984      | The Ratings Game                                      | O Campeão da Audiência                     | Vic De Salvo               | diretor                    |
| 1985      | The Jewel of the Nile                                 | A Jóia do Nilo                             | Ralph                      |                            |
| 1985      | Head Office                                           | Executivos em Apuros                       | Frank Steadman             |                            |
| 1986      | Wise Guys                                             | Quem Tudo Quer, Tudo Perde                 | Harry Valentini            |                            |
| 1986      | Ruthless People                                       | Por Favor, Matem Minha Mulher              | Sam Stone                  |                            |
| 1986      | My Little Pony: The Movie                             | Meu Pequeno Pônei: O Filme                 | The Grundle King           | voz                        |
| 1987      | Throw Momma from the Train                            | Jogue a Mamãe do Trem                      | Owen Lift                  | diretor                    |
| 1987      | Tin Men                                               | Os Rivais                                  | Ernest Tilley              |                            |
| 1988      | Twins                                                 | Irmãos Gêmeos                              | Vincent Benedict           |                            |
| 1989      | The War of the Roses                                  | A Guerra dos Roses                         | Gavin D'Amato              | diretor                    |
| 1991      | Other People's Money                                  | Com o Dinheiro dos Outros                  | Larry Garfield             |                            |
| 1992      | Batman Returns                                        | Batman: O Retorno                          | Oswald Cobbeplot/O Pinguim |                            |
| 1992      | Hoffa                                                 | Hoffa - Um Homem, Uma Lenda                | Bobby Ciaro                | produtor, diretor          |
| 1993      | Jack the Bear                                         | Dias Amargos                               | John Leary                 |                            |
| 1993      | Last Action Hero                                      | O Último Grande Herói                      | Whiskers (voz)             | não creditado              |
| 1993      | Looks Who's Talking Now                               | Olha Quem Está Falando Agora               | Rox (voz)                  |                            |
| 1994      | Reality Bites                                         | Caindo na Real                             | n/d                        | produtor                   |
| 1994      | Junior                                                |                                            | Larry Arbogast             |                            |
| 1994      | Pulp Fiction                                          | Pulp Fiction: Tempo de Violência           | n/d                        | produtor executivo         |
| 1994      | Renaissance Man                                       | Um Novo Homem                              | Bill Rago                  |                            |
| 1995      | Get Shorty                                            | O Nome do Jogo                             | Martin Weir                | Produtor                   |
| 1996      | Mars Attacks!                                         | Marte Ataca!                               | Rude Gambler               |                            |
| 1996      | Matilda                                               |                                            | Harry Wormwood / Narrador  | diretor                    |
| 1996      | Space Jam                                             | Space Jam: O Jogo do Século                | Mr. Swackhammer            | voz                        |
| 1997      | The Rainmaker                                         | O Homem que Fazia Chover                   | Deck Shifflet              |                            |
| 1997      | Hercules                                              | Hércules                                   | Philoctetes                | voz                        |
| 1997      | L.A. Confidential                                     | Los Angeles - Cidade Proibida              | Sid Hudgens                |                            |
| 1999      | The Big Kahuna                                        | A Chave do Sucesso                         | Phil Cooper                |                            |
| 1999      | Man on the Moon                                       | O Mundo de Andy                            | George Shapiro             | produtor                   |
| 1999      | The Virgin Suicides                                   | As Virgens Suicídas                        | Dr. Hornicker              |                            |
| 2000      | Drowning Mona                                         | Quem Não Matou Mona                        | Wyatt Rash                 | produtor                   |
| 2000      | Erin Brockovich                                       | Erin Brockvich - Uma Mulher de Talento     | n/d                        | produtor                   |
| 2000      | How High                                              | Dois Doidões em Harvard                    | n/d                        | produtor                   |
| 2000      | Screwed                                               | Em Maus Lençois                            | Grover Cleaver             |                            |
| 2001      | The Heist                                             | O Assalto                                  | Bergman                    |                            |
| 2001      | What's the Worst That Could Happen?                   | O Que Mais Pode Acontecer?                 | Max Fairbanks              |                            |
| 2002      | Death to Smoochy                                      | Morra Smoochy, Morra                       | Burke Bennet               | diretor                    |
| 2003      | Anything Else                                         | Igual Tudo na Vida                         | Harvey Wexler              |                            |
| 2003      | Duplex                                                |                                            | Narrador (voz)             | não creditado, e diretor   |
| 2003      | Big Fish                                              | Peixe Grande e Suas Histórias Maravilhosas | Amos Calloway              |                            |
| 2004      | Christmas in Love                                     |                                            | Brad LaGuardia             |                            |
| 2005      | Be Cool                                               | Be Cool - O Outro Nome do Jogo             | Martin Weir                |                            |
| 2005      | Marilyn Hotchkiss's Ballroom Dancing and Charm School | Baila Comigo                               | Booth                      |                            |
| 2006      | It's Always Sunny in Philadelphia                     |                                            | Frank Reynolds             |                            |
| 2006      | Relative Strangers                                    | Parentes Perfeitos                         | Frank Menure               | Produtor                   |
| 2006      | Even Money                                            | A Última Aposta                            | Walter                     | Produtor                   |
| 2006      | The OH in Ohio                                        | Em Busca do Prazer                         | Wayne                      |                            |
| 2006      | Deck the Halls                                        | Um Natal Brilhante                         | Buddy Hall                 |                            |
| 2007      | The Good Night                                        | Sonhando Acordado                          | Mel                        |                            |
| 2007      | Reno 911!: Miami!                                     | Reno 911 Miami: O Filme                    | Prefeito                   | Produtor                   |
| 2007      | Nobel Son                                             |                                            | Gastner                    |                            |
| 2008      | Just Add Water                                        | Virando a Mesa                             | Meryl                      |                            |
| 2009      | House Broken                                          | De Pernas pro Ar                           | Tom "Smoky" Cathkart       |                            |
| 2009      | Solitary Man                                          | O Solteirão                                | Jimmy                      |                            |
| 2010      | When In Rome                                          | Quando em Roma                             | Al Russo                   |                            |
| 2011      | Girl Walks Into a Bar                                 |                                            | Aldo                       |                            |
| 2011      | Revenge of the Electric Car                           | A Vingança do Carro Elétrico               | ele mesmo                  |                            |
| 2012      | The Lorax                                             | O Lorax: Em Busca da Trúfula Perdida       | O Lorax (voz)              |                            |
| 2012      | Hotel Noir                                            |                                            | Eugene Portland            |                            |
| 2014      | All the Wilderness                                    |                                            | Dr. Pembry                 |                            |
| 2016      | Wiener-Dog                                            | O Salsicha Campeão                         | Dave Schmerz               |                            |
| 2016      | The Comedian                                          |                                            |                            |                            |
| 2017      | Animal Crackers                                       | 1                                          | Chesterfiel (voz)          |                            |
| 2018      | Smallfoot                                             | PéPequeno                                  | Dorgle (voz)               |                            |
| 2019      | Dumbo                                                 |                                            | Max Medici                 |                            |
| 2019      | Jumanji: The Next Level                               | Jumanji: Próxima Fase                      | Eddie Gilpin               |                            |
| 2023      | Haunted Mansion                                       | Mansão Mal-Assombrada                      |                            |                            |
| 2024      | Beetlejuice Beetlejuice                               | Os Fantasma ainda se Divertem              | Zelador                    |                            |

## Em outras mídias
DeVito interpretou uma versão fictícia de si mesmo no videoclipe da música "Steal My Girl" do One Direction. Ele também protagonizou o curta-metragem Curmudgeons, que ele mesmo produziu e dirigiu.

## Prêmios e indicações

#### Globo de Ouro
| Ano  | Categoria                            | Título          | Resultado |
| ---- | ------------------------------------ | --------------- | --------- |
| 1979 | Melhor Ator Coadjuvante em Televisão | Taxi            | Indicado  |
| 1980 | Melhor Ator Coadjuvante em Televisão | Taxi            | Venceu    |
| 1981 | Melhor Ator Coadjuvante em Televisão | Taxi            | Indicado  |
| 1987 | Melhor Ator em Comédia ou Musical    | Ruthless People | Indicado  |

#### Emmy
| Ano  | Categoria                                  | Título  | Resultado |
| ---- | ------------------------------------------ | ------- | --------- |
| 1981 | Melhor Ator Secundário em Série de Comédia | Taxi    | Venceu    |
| 1982 | Melhor Ator Secundário em Série de Comédia | Taxi    | Indicado  |
| 1983 | Melhor Ator Secundário em Série de Comédia | Taxi    | Indicado  |
| 2004 | Melhor Ator Convidado em Série de Comédia  | Friends | Indicado  |

#### Framboesa de Ouro
| Ano  | Categoria             | Título         | Resultado |
| ---- | --------------------- | -------------- | --------- |
| 1982 | Pior Ator Coadjuvante | Going Ape!     | Indicado  |
| 1993 | Pior Ator Coadjuvante | Batman Returns | Indicado  |
| 2007 | Pior Ator Coadjuvante | Deck the Halls | Indicado  |

#### Satellite Award
| Ano  | Categoria               | Título        | Resultado |
| ---- | ----------------------- | ------------- | --------- |
| 1997 | Melhor Ator Coadjuvante | Matilda       | Indicado  |
| 1998 | Melhor Ator Coadjuvante | The Rainmaker | Indicado  |

#### Screen Actors Guild
| Ano  | Categoria     | Título            | Resultado |
| ---- | ------------- | ----------------- | --------- |
| 1996 | Melhor Elenco | Get Shorty        | Indicado  |
| 1998 | Melhor Elenco | L.A. Confidential | Indicado  |

#### MTV Movie & TV Awards
| Ano  | Categoria    | Título         | Resultado |
| ---- | ------------ | -------------- | --------- |
| 1993 | Melhor Vilão | Batman Returns | Indicado  |

#### Óscar
| Ano  | Categoria    | Título          | Resultado |
| ---- | ------------ | --------------- | --------- |
| 2001 | Melhor Filme | Erin Brockovich | Indicado  |

#### BAFTA
| Ano  | Título          | Categoria    | Resultado |
| ---- | --------------- | ------------ | --------- |
| 2001 | Erin Brockovich | Melhor Filme | Indicado  |

#### Festival Internacional de Cinema de São Francisco
| Ano  | Título      | Categoria                            | Resultado |
| ---- | ----------- | ------------------------------------ | --------- |
| 2017 | Curmudgeons | Melhor Curta-metragem de cinema LGBT | Venceu    |